# Западно-Сибирская ТЭЦ
ОАО Западно-Сибирская ТЭЦ «ЗапсибТЭЦ» — предприятие энергетики Новокузнецка, находится на территории Западно-Сибирского металлургического комбината.
ОАО «Западно-Сибирская ТЭЦ» входит в структуру «Евраз».
Основным промышленным потребителем являлся Западно-Сибирский металлургический комбинат (около 42 % производимой тепловой энергии), остальная энергия идет на теплоснабжение жилых массивов Заводского и Новоильинского районов и расположенных на их территории предприятий и прилегающих к районам шахт.

## История строительства
19 апреля 1957 года Совет Министров СССР принял решение о строительстве ТЭЦ в составе Западно-Сибирского металлургического завода. Она предназначалась для обеспечения работы цехов и жилого поселка. В дальнейшем её задачи значительно расширились. Основным промышленным потребителем оставался Запсиб, но кроме него ТЭЦ стала единственным источником теплоснабжения двух крупных жилых массивов Заводского и Ильинского районов и расположенных на их территории предприятий и прилегающих к районам шахт.
Строительство ТЭЦ было начато в 1959 году.
I — первая очередь строительства — 1959—1969 гг., установленная мощность — 160 МВт;
II — первая очередь строительства — 1972—1987 гг., установленная мощность — 600 МВт;
Строительство ТЭЦ вел трест «Сибэнергострой» (начальник стройки П. П. Николаенко). Строительство велось ускоренными темпами. Сроки строительства определяли гидротехнические сооружения, предназначенные для обеспечения технической водой ТЭЦ и металлургического завода. По предложению Ленинградского отделения Теплоэлектропроекта вместо ранее запроектированного подводящего канала глубокого заложения для подвода воды реки Томь к водонасосной, были запроектированы береговая насосная и наливной канал, протяженностью 5 км. В результате объём земляных работ был уменьшен в несколько раз.
22 августа 1963 года пущены в работу: турбоагрегат № I, мощностью 60 МВт и котлы ст. № 1 и 2.

## Собственники предприятия
- 20 сентября 1963 года ТЭЦ вышла из подчинения строящегося ЗСМЗ, передана РЭУ «Кузбассэнерго» и стала именоваться Западно-Сибирской ТЭЦ.
- 23 декабря 2005 г. — Совет директоров РАО «ЕЭС России» внес изменения в принятые ранее проекты реформирования ОАО «Кузбассэнерго» и одобрил проект формирования ТГК-12. Предусматривалось выделение в отдельные юридические лица двух станций ОАО «Кузбассэнерго» — Западно-Сибирской ТЭЦ и Южно-Кузбасской ГРЭС, с особым порядком разделения акций этих обществ.
- 1 июля 2006 года — состоялась государственная регистрация ОАО «Западно-Сибирская ТЭЦ», возникшего в результате реорганизации ОАО «Кузбассэнерго» в форме выделения.
- 15 марта 2007 года в Москве состоялся Открытый аукцион по продаже 93,35 проц. акций ОАО «Западно-Сибирская ТЭЦ», принадлежащих РАО «ЕЭС России», «Кузбассэнерго» и «СУЭК». Победителям было признано ООО «ИнвестЭнергоПроект», предложившее за пакет акций 5,95 млрд руб. при стартовой цене 5,7 млрд руб. ООО «ИнвестЭнергоПроект» приобрело этот актив в интересах «Evraz Group S.A.», которое позднее, через аффилированное лицо выкупило все из находящихся в обращении обыкновенные акции ОАО «Западно-Сибирская ТЭЦ». В результате выкупа «Evraz Group S.A.» получил полный контроль над ОАО «Западно-Сибирская ТЭЦ».

## Руководство
Директор: Слюсарский Виталий Владимирович
Главный инженер:Соломкин Константин Борисович